# Kerensheide (Stein)
Kerensheide (Limburgs: De Kaereshei) is een wijk in de plaats Stein, in de gelijknamige gemeente Stein. Deze woonwijk telt 2805 inwoners (in 2013) en ligt in het noordoosten van Stein tussen het Julianakanaal en het industriegebied Chemelot. Samen met Stein-Centrum, Oud-Stein en Nieuwdorp vormt het de plaats Stein.
Knooppunt Kerensheide, een snelwegenknooppunt van de A2 en de A76, is vernoemd naar deze wijk.

## Geschiedenis
Kerensheide was in de geschiedenis een heidegebied dat onderdeel was van de grotere Graetheide. Vanaf de 18e eeuw heeft men de heide geleidelijk ontgonnen en tot landbouwgrond ontwikkeld.
In 1915 werd begonnen met de aanleg van de Staatsmijn Maurits in de toenmalige gemeente Geleen. Om de grote toestroom van werknemers naar de regio op te vangen ontstonden er verschillende arbeiderswijken in de omgeving, waarvan Kerensheide er één was. De oorspronkelijke locatie van Kerensheide lag ongeveer drie kilometer ten oosten van de dorpskern van Stein, op grondgebied dat indertijd nog bij de gemeente Beek behoorde; zie Kerensheide (Beek). In 1927 startten de Staatsmijnen met de bouw van het Stikstofbindingsbedrijf, dat weer een aanzienlijk grondgebied in beslag nam. Hierdoor werd al gauw duidelijk dat Kerensheide te dicht bij het terrein lag om verdere uitbreidingen van het industrieterrein in zuidelijke richting mogelijk te maken. Daarom vond nieuwe woningbouw niet langer plaats op deze locatie, maar werd dit verplaatst naar een nieuwe locatie ongeveer twee kilometer westelijker, in de gemeente Stein, nabij het Steinerbos. De eerste woningen werden opgeleverd in 1928.
Vanaf 1928 ontwikkelde het nieuwe Kerensheide zich tot een zelfvoorzienende wijk. In 1939 werd er de eerste lagere school gevestigd. Op de zolder van deze school werd ook een noodkerk ingericht. In 1940 werd begonnen met de bouw van een rooms-katholieke parochiekerk, de Sint-Jozefkerk. Na de sluiting van de Staatsmijn Maurits in 1967 werd, om de werkgelegenheid weer aan te sterken, ten oosten van de wijk het nieuwe bedrijventerrein "Kerensheide" aangelegd. De wijk bleef tot in de jaren 1980 in noordelijke richting groeien.

## Bezienswaardigheden
- De katholieke Sint-Jozefkerk, gewijd aan de heilige Jozef, is gebouwd in 1943 naar een ontwerp van Alphons Boosten.
- Het Steinerbos (gedeeltelijk)
- Aan de noordoostzijde van de wijk ligt het noordelijke deel van de Wallen van Stein, een landweer, waaraan de wijk vermoedelijk haar naam dankt.

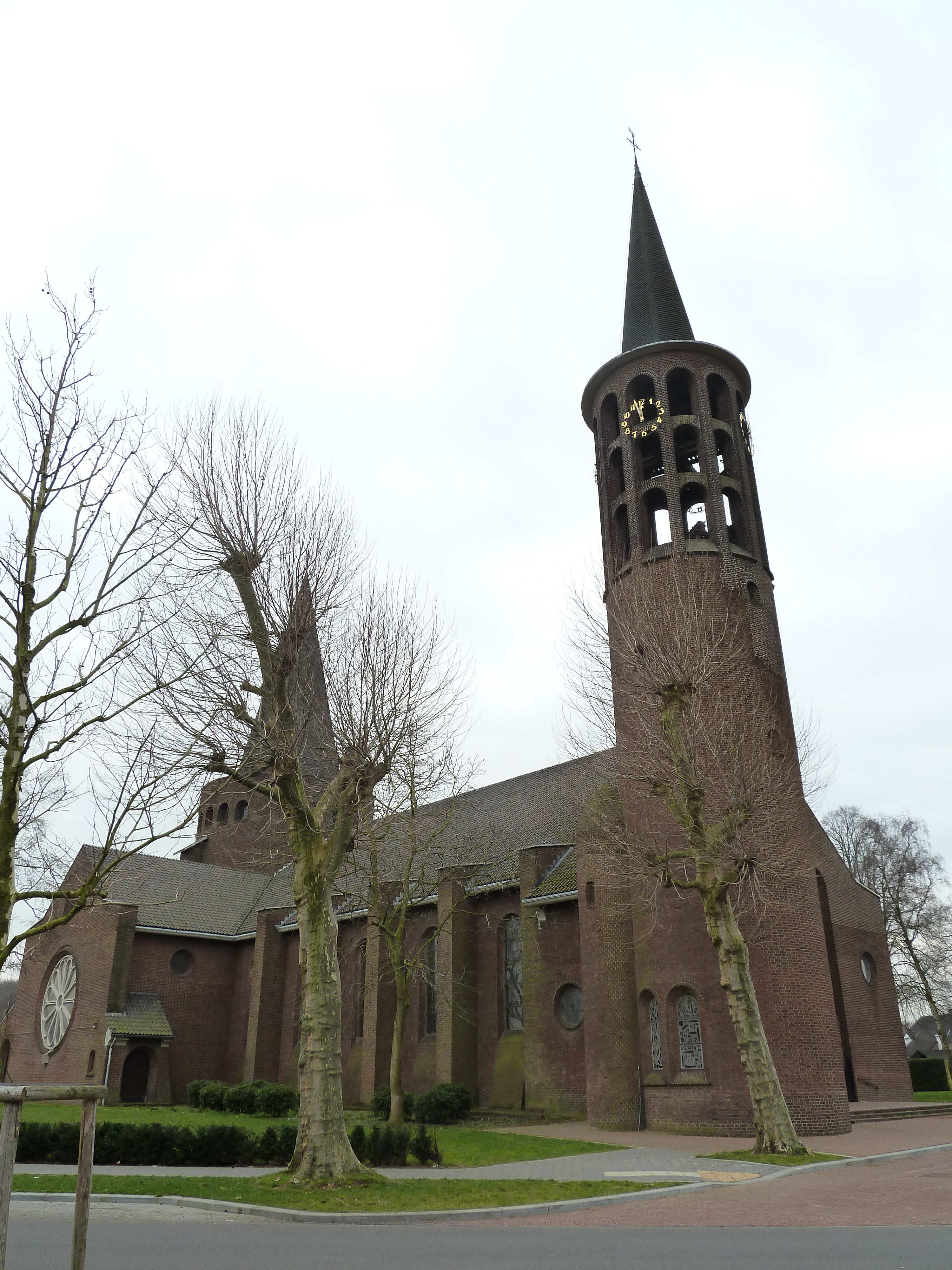
Sint-Jozefkerk